# Bistum Villa de la Concepción del Río Cuarto
Das Bistum Villa de la Concepción del Río Cuarto (lat.: Dioecesis Rivi Quarti Immaculatae Conceptionis, span.: Diócesis de Villa de la Concepción del Río Cuarto) ist eine in Argentinien gelegene römisch-katholische Diözese mit Sitz in Río Cuarto.

## Geschichte
Das Bistum Villa de la Concepción del Río Cuarto wurde am 20. April 1934 durch Papst Pius XI. mit der Päpstlichen Bulle Nobilis Argentinae nationis aus Gebietsabtretungen des Erzbistums Córdoba als Bistum Río Cuarto errichtet. Es wurde dem Erzbistum Córdoba als Suffraganbistum unterstellt. Am 12. Juli 1995 änderte das Bistum Río Cuarto seinen Namen in Bistum Villa de la Concepción del Río Cuarto.

## Bischöfe

### Bischöfe von Río Cuarto
- Leopoldo Buteler, 1934–1961
- Moisés Julio Blanchoud, 1962–1984, dann Erzbischof von Salta
- Adolfo Roque Esteban Arana, 1984–1992
- Ramón Artemio Staffolani, 1992–1995

### Bischöfe von Villa de la Concepción del Río Cuarto
- Ramón Artemio Staffolani, 1995–2006
- Eduardo Eliseo Martín, 2006–2014
- Adolfo Armando Uriona FDP seit 2014